# 이와나미 다쿠야
이와나미 다쿠야(일본어: 岩波 拓也, 1994년 6월 18일 ~ )는 일본의 축구 선수이다. 현재 J1리그의 비셀 고베에서 활약하고 있다.

## 구단 경력
그는 2012년부터 J리그의 비셀 고베, 우라와 레즈에서 뛰었다.

## 국가대표팀 경력
그는 2011년 FIFA U-17 월드컵에 참가할 일본 U-17 국가대표팀에 발탁되었으며, 4경기에 출전, 8강 진출에 기여했다. 2014년 아시안 게임에 참가할 일본 U-23 국가대표팀에 발탁되었다. 2016년 AFC U-23 축구 선수권 대회에도 출전, 우승에 기여했다. 2016년 하계 올림픽에 선발되었으나 경기에 출전하지는 못하였다.